# Conostigmus rufipes
Conostigmus rufipes är en stekelart som först beskrevs av Nees von Esenbeck 1834.  Conostigmus rufipes ingår i släktet Conostigmus och familjen trefåresteklar. Arten är reproducerande i Sverige. Inga underarter finns listade i Catalogue of Life.